# Оператор импульса
Опера́тор и́мпульса — квантово-механический оператор, использующийся для описания импульса. Является аналогом классического канонического импульса, который в наиболее распространённом случае отсутствия внешнего магнитного поля тождественен кинематическому импульсу {\displaystyle m{\vec {v}}} ({\displaystyle m} — масса частицы, {\displaystyle {\vec {v}}} — её скорость). Выражается как {\displaystyle -i\hbar \,\nabla }, то есть предполагает взятие градиента подставляемой справа волновой функции {\displaystyle \Psi }, с последующим домножением на {\displaystyle -i\hbar }, где {\displaystyle i} — мнимая единица, {\displaystyle \hbar } — редуцированная постоянная Планка. Обозначается {\displaystyle \mathbf {\hat {p}} }. Как и классический аналог, в системе СИ имеет размерность кг{\displaystyle \cdot }м/с.

## Определение на основе волны де Бройля
Операторы энергии и импульса могут быть построены следующим способом.

### Одномерный случай
Решение одномерного уравнения Шрёдингера в виде плоской волны имеет вид
{\displaystyle \Psi =L^{-3/2}\cdot e^{i(kx-\omega t)}}.
Здесь {\displaystyle x} — декартова координата, {\displaystyle \omega } — частота, {\displaystyle t} — время, {\displaystyle L} — условная длина (множитель {\displaystyle L^{-3/2}} обеспечивает корректность размерности волновой функции: м-3/2). Производная первого порядка по координате:
{\displaystyle {\frac {\partial \Psi }{\partial x}}=L^{-3/2}\cdot ike^{i(kx-\omega t)}=ik\Psi }.
Выражая волновой вектор {\displaystyle k} из соотношения де Бройля
{\displaystyle p=\hbar k},
приходим к формуле для производной ψ вида
{\displaystyle {\frac {\partial \Psi }{\partial x}}=i{\frac {p}{\hbar }}\Psi }.
Таким образом, получаем:
{\displaystyle {\hat {p}}=-i\hbar {\frac {\partial }{\partial x}}}.
Величины, которые измеряются в эксперименте, — это собственные значения данного оператора.
Так как частная производная — это линейный оператор, оператор импульса также линеен. Поскольку каждая волновая функция может быть выражена как квантовая суперпозиция состояний, когда этот оператор импульса действует на всю суперпозицию волн, он даёт собственные значения для каждой плоской волны, сумма которых представляет собой результирующий импульс суперпозиции волн.

### Три измерения
Уравнение в трёх измерениях записывается аналогично, за исключением того, что частная производная по {\displaystyle x} заменяется градиентом, включающим в себя частные производные по всем трём координатам. В трёхмерном случае решение уравнения Шрёдингера в виде плоских волн будет следующим:
{\displaystyle \Psi =L^{-3/2}\cdot e^{i(\mathbf {k} \cdot \mathbf {r} -\omega t)}},
где градиент
{\displaystyle {\begin{aligned}\nabla \Psi &=\mathbf {e} _{x}{\frac {\partial \Psi }{\partial x}}+\mathbf {e} _{y}{\frac {\partial \Psi }{\partial y}}+\mathbf {e} _{z}{\frac {\partial \Psi }{\partial z}}\\&=ik_{x}\Psi \mathbf {e} _{x}+ik_{y}\Psi \mathbf {e} _{y}+ik_{z}\Psi \mathbf {e} _{z}\\&={\frac {i}{\hbar }}\left(p_{x}\mathbf {e} _{x}+p_{y}\mathbf {e} _{y}+p_{z}\mathbf {e} _{z}\right)\Psi \\&={\frac {i}{\hbar }}\mathbf {\hat {p}} \Psi \\\end{aligned}}}.
{\displaystyle \mathbf {e} _{x}}, {\displaystyle \mathbf {e} _{y}} и {\displaystyle \mathbf {e} _{z}} суть единичные векторы для трёхмерности, а значит,
{\displaystyle \mathbf {\hat {p}} =-i\hbar \nabla }.
Это и есть оператор импульса в координатном представлении — частные производные в нём берутся по отношению к пространственным переменным.

## Определение на основе инвариантности к трансляциям
Трансляционный оператор обозначается как T(ϵ), где ϵ представляет собой величину трансляции и удовлетворяет следующему соотношению:
{\displaystyle T(\epsilon )|\psi \rangle =\int dxT(\epsilon )|x\rangle \langle x|\psi \rangle },
которое превращается в 
{\displaystyle \int dx|x+\epsilon \rangle \langle x|\psi \rangle =\int dx|x\rangle \langle x-\epsilon |\psi \rangle =\int dx|x\rangle \psi (x-\epsilon )}.
Считая ψ аналитической функцией (то есть дифференцируемой в некоторой области комплексной плоскости), её можно разложить в ряд Тейлора по x:
{\displaystyle \psi (x-\epsilon )=\psi (x)-\epsilon {d\psi  \over dx}}
тогда:
{\displaystyle T(\epsilon )=1-\epsilon {d \over dx}=1-{i \over \hbar }\epsilon \left(-i\hbar {d \over dx}\right)}.
Как известно из классической механики, импульс — это генератор трансляций, так что соотношение между операторами трансляции и импульса будет иметь вид
{\displaystyle T(\epsilon )=1-{i \over \hbar }\epsilon {\hat {p}}},
тогда
{\displaystyle {\hat {p}}=-i\hbar {d \over dx}}.

## Четырёхмерный оператор импульса
Данный оператор имеет вид:
{\displaystyle {\hat {P}}_{\mu }=\left({\frac {1}{c}}{\hat {E}},-\mathbf {\hat {p}} \right)=i\hbar \left({\frac {1}{c}}{\frac {\partial }{\partial t}},\nabla \right)=i\hbar \partial _{\mu }},
где ∂μ — это 4-градиент, а −iħ  становится +iħ  перед трёхмерным оператором импульса. Этот оператор появляется в релятивистской квантовой теории поля, так же как и уравнение Дирака и другие релятивистские волновые уравнения. Энергия и импульс комбинируются в 4-вектор импульса и соответствуют частным производным первого порядка по времени и координате для соответствия лоренцовской инвариантности.

## Свойства

### Эрмитовость
Оператор импульса относится к эрмитовым операторам.

### Коммутационные соотношения
Используя координатное или импульсное представление, можно показать, что:
{\displaystyle \left[{\hat {x}},{\hat {p}}\right]={\hat {x}}{\hat {p}}-{\hat {p}}{\hat {x}}=i\hbar }.
Расписав выражение и домножив его на функцию {\displaystyle \psi (x)}, имеем:
{\displaystyle \left[{\hat {x}},{\hat {p}}\right]\psi (x)=-xi\hbar {d \over dx}\psi (x)-(-i\hbar {d \over dx}(\psi (x)x))}.
применив правило дифференцирования сложной функции получим:
{\displaystyle \left[{\hat {x}},{\hat {p}}\right]\psi (x)=-xi\hbar {d \over dx}\psi (x)+xi\hbar {d \over dx}\psi (x)+\psi (x)i\hbar {d \over dx}\ x}.
Сократим:
{\displaystyle \left[{\hat {x}},{\hat {p}}\right]\psi (x)=\psi (x)i\hbar }.
Поделим обе части на функцию {\displaystyle \psi (x)}
{\displaystyle \left[{\hat {x}},{\hat {p}}\right]=i\hbar }
Таким образом, координата и импульс — сопряжённые величины. Более того, операторы компонент импульса также коммутативны.

### Преобразование Фурье
Преобразование Фурье для импульса — это оператор координаты. 
Используя запись в виде бра и кет векторов, имеем
{\displaystyle \langle x|{\hat {p}}|\psi \rangle =-i\hbar {d \over dx}\psi (x)}.
То же применимо и для оператора координаты в импульсном представлении:
{\displaystyle \langle p|{\hat {x}}|\psi \rangle =i\hbar {d \over dp}\psi (p)}.
и ещё одно важное соотношение:
{\displaystyle \langle p|{\hat {x}}|p'\rangle =i\hbar {d \over dp}\delta (p-p')},
{\displaystyle \langle x|{\hat {p}}|x'\rangle =-i\hbar {d \over dx}\delta (x-x')},
где {\displaystyle \delta } отвечает дельта-функции Дирака.